# Ritratto della duchessa de Alba
Il Ritratto della duchessa de Alba è un dipinto (194x130 cm) realizzato nel 1795 dal pittore spagnolo Francisco Goya. Fa parte della Collezione de Alba di Madrid.
La donna raffigurata, la famosa duchessa de Alba, con occhi e capelli neri, altera, imperiosa, indossa un semplice vestito bianco e indica volitivamente una scritta sulla sabbia.

## Storia
Si racconta che la duchessa de Alba un giorno visitò Goya nel suo studio e chiese al pittore di truccarla. Successivamente Goya confidò ad un amico che quell'operazione era stata certamente un piacere più grande che non dipingere una tela. L'episodio è certamente emblematico del carattere dei personaggi in questione.
La duchessa, nella scala gerarchica della società spagnola del tempo, veniva subito dopo la regina, mentre le umili origini di Goya, benché fosse in quel momento ricco e famoso, lo collocavano su uno degli ultimi gradini. Si trattava dunque di una richiesta insolita, se non addirittura di una provocazione, da parte di una donna che aveva reputazione di grande fascino ma anche di vizio, capriccio, egocentrismo.
Come notò un francese: "Quando passa tutti corrono alla finestra...!". La regina, con una punta di malizia osservava che ella fosse "... ancora splendida come nel rigoglio della giovinezza".
L'episodio del trucco risale probabilmente al 1795. Goya, che ormai è un celebre ritrattista e direttore di pittura alla Real Academia de San Fernando, conosce don José Alvarez de Toledo, marchese di Villafranca, che gli commissiona il proprio ritratto e quello della moglie. Maria Teresa Cayetana de Silva ha trentatré anni, si era sposata quando ne aveva tredici e non ha figli. Secondo i più, la passione con Goya comincia in quei giorni, posando per questo ritratto.
Due anni dopo, alla morte del duca, Goya la raggiungerà a Sanlúcar, e un nuovo ritratto, così simile a questo, eppure così diverso, testimonierà l'evoluzione del loro rapporto.

## Analisi
Goya ritrae per la prima volta la duchessa in una tela di ineguagliato gusto, dove la donna torreggia, immagine stessa della Spagna orgogliosa. Lo sfondo brullo, con arsi declivi sotto un cielo pesante che sembra debba venir giù da un momento all'altro – uno di quei momenti sospesi che spesso i pittori amano cogliere – non è altro che un pretesto perché la figura impettita della donna si stagli ancor più distintamente.
Una foresta di capelli neri, appena fermata da un gran fiocco rosso, le incornicia il volto minuto e severo. Un secondo fiocco rosso è appuntato sul seno prosperoso, cui dà risalto una fascia enorme, di nuovo rossa, stretta in vita, accompagnata da un'elegante collana di coralli. L'abito è bianco, la linea pulita, la composizione è ottenuta con pochi colori, la semplicità dell'insieme è in contrasto con la rigidità della postura e col gesto imperioso della mano che indica la scritta sulla sabbia: «A la Duquesa de Alba. Fr. de Goya 1795».